# István Énekes
István Énekes (20. februar 1911 i Budapest - 2. januar 1940 smst) var en ungarsk bokser, som deltog i OL 1932 i Los Angeles.
Énekes blev olympisk mester i fluevægt ved den olympiske bokseturnering i 1932. Han vandt ligeledes guld ved Europamesterskaberne i amatørboksning 1930 og 1934 begge gange i Budapest.
Han begik selvmord i 1940.